# 13일의 금요일 8: 맨하탄에 나타난 제이슨
《13일의 금요일 8: 맨하탄에 나타난 제이슨》(영어: Friday The 13th Part VIII: Jason Takes Manhattan)은 미국에서 제작된 롭 헤든 감독의 1989년 슬래셔 영화이다. 《13일의 금요일 7: 새로운 살인》(1988)의 속편이자 13일의 금요일 영화 시리즈 여덟 번째 작품이다. 케인 호더, 젠슨 대깃 등이 출연하였다.
1993년 속편 《라스트 프라이데이》가 개봉하였다.

## 줄거리
전편으로부터 1년 뒤 크리스털 호수 수상가옥에서 연인들이 데이트를 하던 중 남자가 하키 마스크를 쓰고 제이슨 보히스인 척 여자에게 장난을 치는데 보트의 닻이 해저 케이블을 망가뜨리면서 제이슨의 시체에 전기 충격을 줘 제이슨이 부활하게 된다. 연인을 죽인 제이슨은 남자의 하키 마스크를 쓰고 활동을 재개한다.
다음 날 아침 레이크뷰 고등학교 졸업반 학생들을 태운 뉴욕행 증기선 래저러스. 여기엔 생물 교사 찰스와 물공포증인 조카 레니가 타고 있는데 무슨 영문인지 레니는 어린 제이슨의 환영을 연이어 보게 된다. 이 배에 제이슨이 올라와 학살을 시작하고, 레니는 남자친구이자 선장의 아들인 숀을 비롯한 소수의 생존자들과 구명정을 타고 뉴욕에 겨우 당도한다.
제이슨이 이들을 뒤따라오는 가운데 레니가 마약 중독자들에게 납치를 당한다. 제이슨이 남은 생존자들을 하나씩 죽이는 와중에 납치범들까지 죽이면서 레니가 풀려나고, 레니는 제이슨에게서 도망친다. 레니는 어려서 호수에서 배를 타던 중 찰스가 수영을 가르쳐주겠다며 자신을 물로 떠미는 바람에 물공포증에 생겼다는 걸 기억해낸 뒤 찰스를 내버려두고 숀과 함께 떠난다. 제이슨은 찰스를 독성 폐기물이 든 통에 처박아 죽인다.
뉴욕 지하철과 타임스 스퀘어를 거쳐 하수도에 다다른 추적극은 제이슨이 하수구로 쏟아진 산성 폐수에 쓸려 나가면서 끝이 난다. 레니와 숀은 길거리로 돌아와 타임스 스퀘어에서 애완견 토비와 재회한다.

## 출연진
- 케인 호더
- 젠슨 대깃
- 스콧 리브스
- 바버라 빙엄
- 피터 마크 리치먼
- V.C. 듀프리
- 마틴 커민스
- 고든 커리
- 켈리 후
- 샬린 마틴
- 새프런 헨더슨
- 앨릭스 다이어컨
- 워런 먼슨
- 켄 커진거(크레디트 미기재)

## 기타 제작진
- 배역: 데이비드 콘
- 미술: 데이비드 피셔
- 특수 분장: 제이미 브라운
- 특수 효과: 마틴 베커